# Vore Fædres Sønner
|  | Denne artikel er oprettet af botten Steenthbot ud fra en ekstern database. Den kan derfor have sproglige fejl eller mangler. Denne skabelon kan fjernes efter kontrol af indholdet. |

Vore Fædres Sønner er en dansk kortfilm fra 2014 instrueret af Ulaa Salim og efter manuskript af Ulaa Salim og Wahid Sui.

## Handling
Generationskløften har altid eksisteret. Men den er næsten ikke til at skræve over, når far har sin opvækst i et andet land, og man selv er født i Danmark. Et ægte kultursammenstød i familiens skød. Men der kan bygges bro mellem generationerne, og værktøjerne hedder kærlighed og respekt!